# Hadena congener
Hadena congener là một loài bướm đêm trong họ Noctuidae.